# Призрак смерти
«Призрак смерти» (англ. Phantom of Death, итал. Un delitto poco comune, дословно — «Необычное преступление») — итальянский детективный триллер режиссёра Руджеро Деодато. Фильм вышел в 1988 году.
По словам Деодато, брать на одну из главных ролей Эдвиж Фенек было ошибкой, но её хотели видеть в фильме продюсеры и режиссёру пришлось включить её в актёрский состав.

## Сюжет
Англоязычный слоган фильма — «Да начнётся симфония резни!» (англ. Let the symphony of slaughter begin!).
Пианист-виртуоз Роберт Доминичи (Майкл Йорк) страдает от некоего генетического заболевания, из-за которого ускоряется процесс физического старения. Роберт постепенно сходит с ума и начинает убивать людей. Расследовать убийства поручено инспектору полиции Датти (Дональд Плезенс). В то же время, новой жертвой Доминичи может стать дочь инспектора, Глория (Антонелла Понциани).

## В ролях
- Майкл Йорк — Роберт Доминичи
- Дональд Плезенс — инспектор Датти
- Эдвиж Фенек — Хелена Мартелл
- Антонелла Понциани — Глория Датти
- Катерина Боратто — мать Роберта
- Джованни Ломбардо Радиче — священник Джулиано
- Раффаэлла Баракки — проститутка Лаура
- Марино Мазе — эксперт по проблемам старения
- Хэл Яманучи — мастер-мечник
- Руджеро Деодато — мужчина на остановке (камео)
- Бенито Стефанелли — мужчина в уборной (камео)